# Лучинецька сільська рада (Мурованокуриловецький район)
| Лучинецька сільська рада — колишній орган місцевого самоврядування у Мурованокуриловецькому районі Вінницької області з адміністративним центром у с. Лучинець. Сільській раді підпорядковані населені пункти: - с. Лучинець |

## Склад ради
Рада складалася з 14 депутатів та голови.

## Керівний склад сільської ради
| ПІБ                         | Основні відомості                                                               | Дата обрання | Дата звільнення |
| --------------------------- | ------------------------------------------------------------------------------- | ------------ | --------------- |
| Квочка Михайло Григорович   | Сільський голова, 1955 року народження, освіта, безпартійний                    | 26.03.2006   | 31.10.2010      |
| Коваль Анатолій Миколайович | Сільський голова, 1952 року народження, освіта середня спеціальна, безпартійний | 31.10.2010   |                 |

Примітка: таблиця складена за даними джерела